# Drosophila bromeliae
Drosophila bromeliae är en tvåvingeart som beskrevs av Alfred Sturtevant 1921. Drosophila bromeliae ingår i släktet Drosophila och familjen daggflugor.
Artens utbredningsområde är Kuba och Mexiko.